# Banbridge
Banbridge es una ciudad de Irlanda del Norte, en el Condado de Down. Se encuentra en el río Bann y en la carretera A1. Fue nombrado después de la construcción de un puente sobre el Bann en 1712. La ciudad creció en el camino de Belfast a Dublín y prosperó a partir de la fabricación del lino irlandés. Su población era de 14.744 habitantes en el censo de 2001, aunque ha aumentado la población en una quinta parte desde entonces, que sugiere una población de alrededor de 18.000 habitantes.
La calle principal del pueblo es muy inusual, y se eleva hasta una colina empinada antes de la nivelación. En 1834 se construyó un túnel, al parecer porque los caballos con cargas pesadas se desmayaban antes de llegar a la cima de la colina. Fue construido por William Dargan y tiene el nombre oficial de 'Downshire Bridge' (Puente Downshire), aunque a menudo se llama 'The Cut' (El Corte).

## Referencias

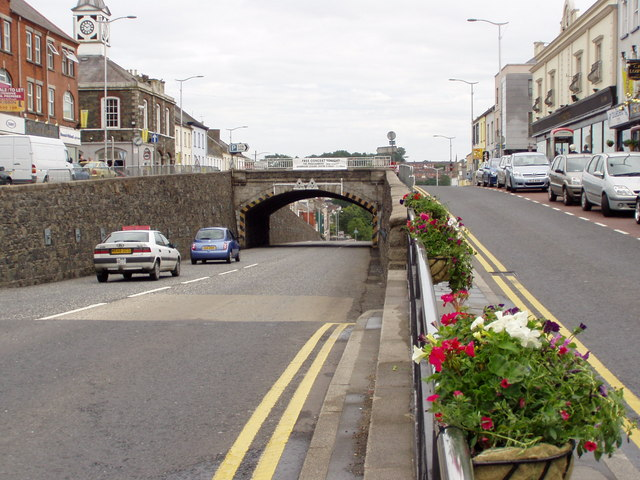
"The Cut" de Banbridge.